# Ричмонд (Кентаки)
Ричмонд (енгл. Richmond) град је у америчкој савезној држави Кентаки.

## Демографија
По попису из 2010. године број становника је 31.364, што је 4.212 (15,5%) становника више него 2000. године.
| Група             | 2000.          | 2010.          |
| Белци             | 23.767 (87,5%) | 26.791 (85,4%) |
| Афроамериканци    | 2.246 (8,3%)   | 2.521 (8,0%)   |
| Азијати           | 297 (1,1%)     | 372 (1,2%)     |
| Хиспаноамериканци | 328 (1,2%)     | 858 (2,7%)     |
| Укупно            | 27.152         | 31.364         |